# Wätjens Park

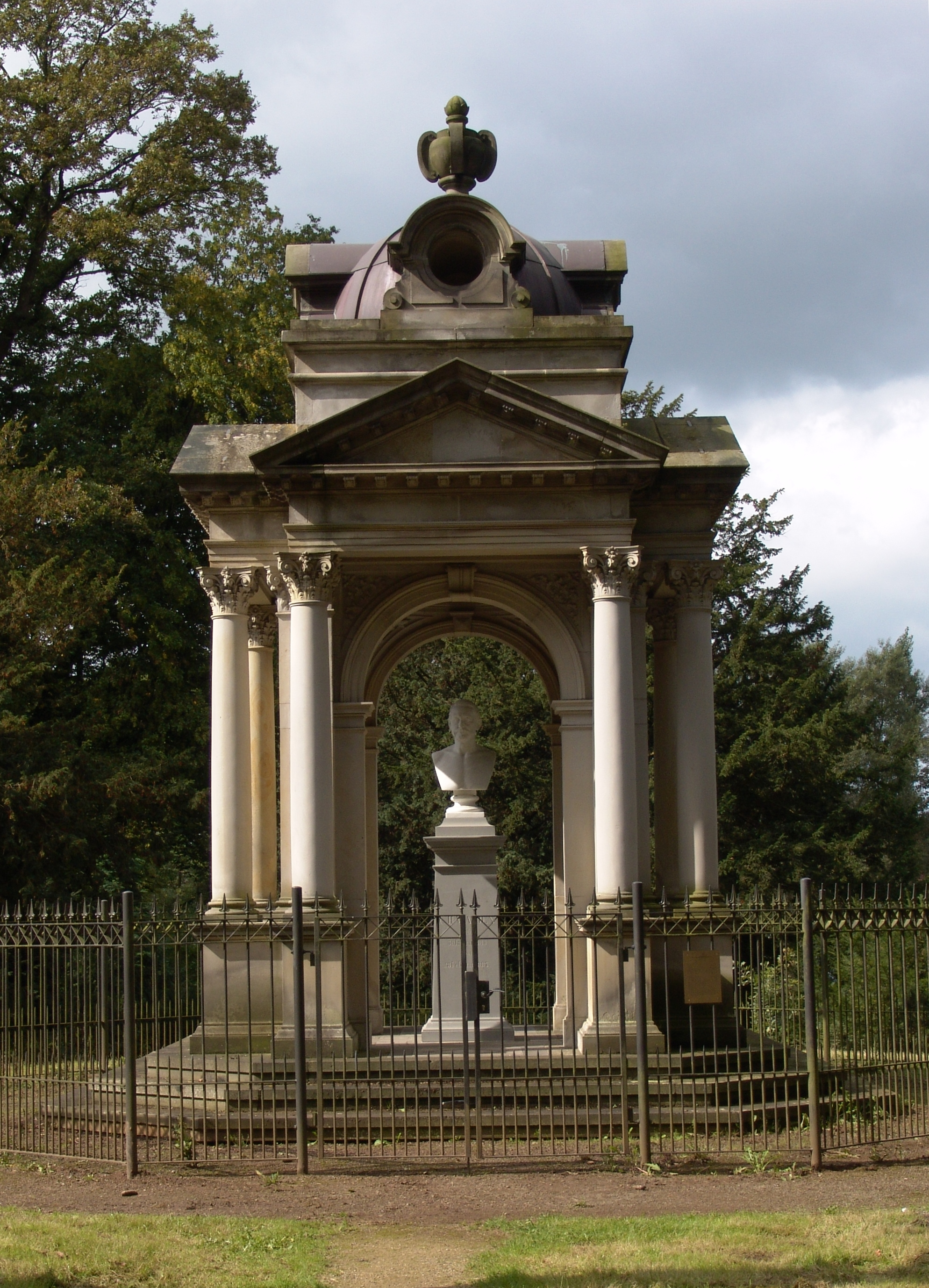
Gedächtnistempel

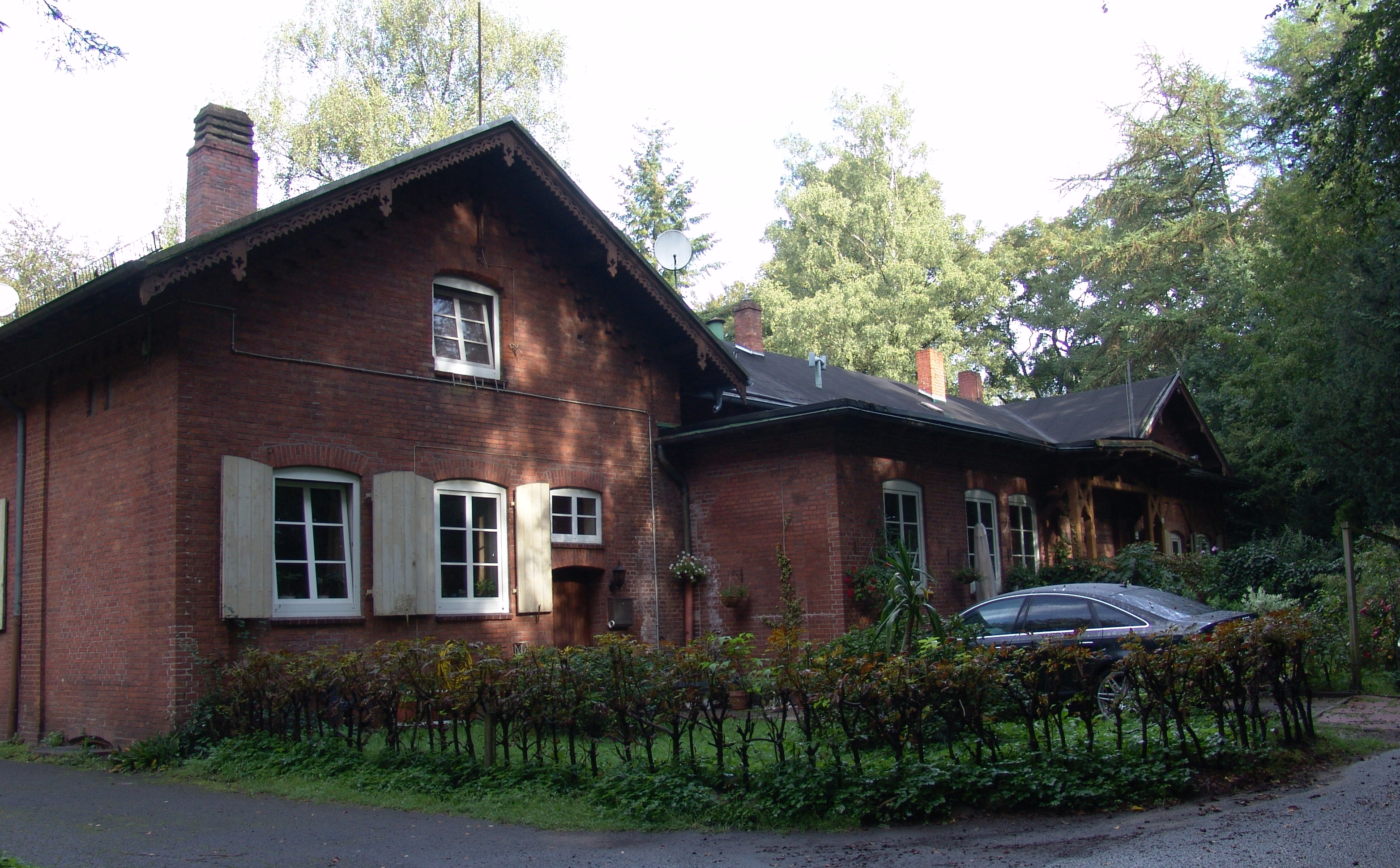
Altes Wirtschaftsgebäude

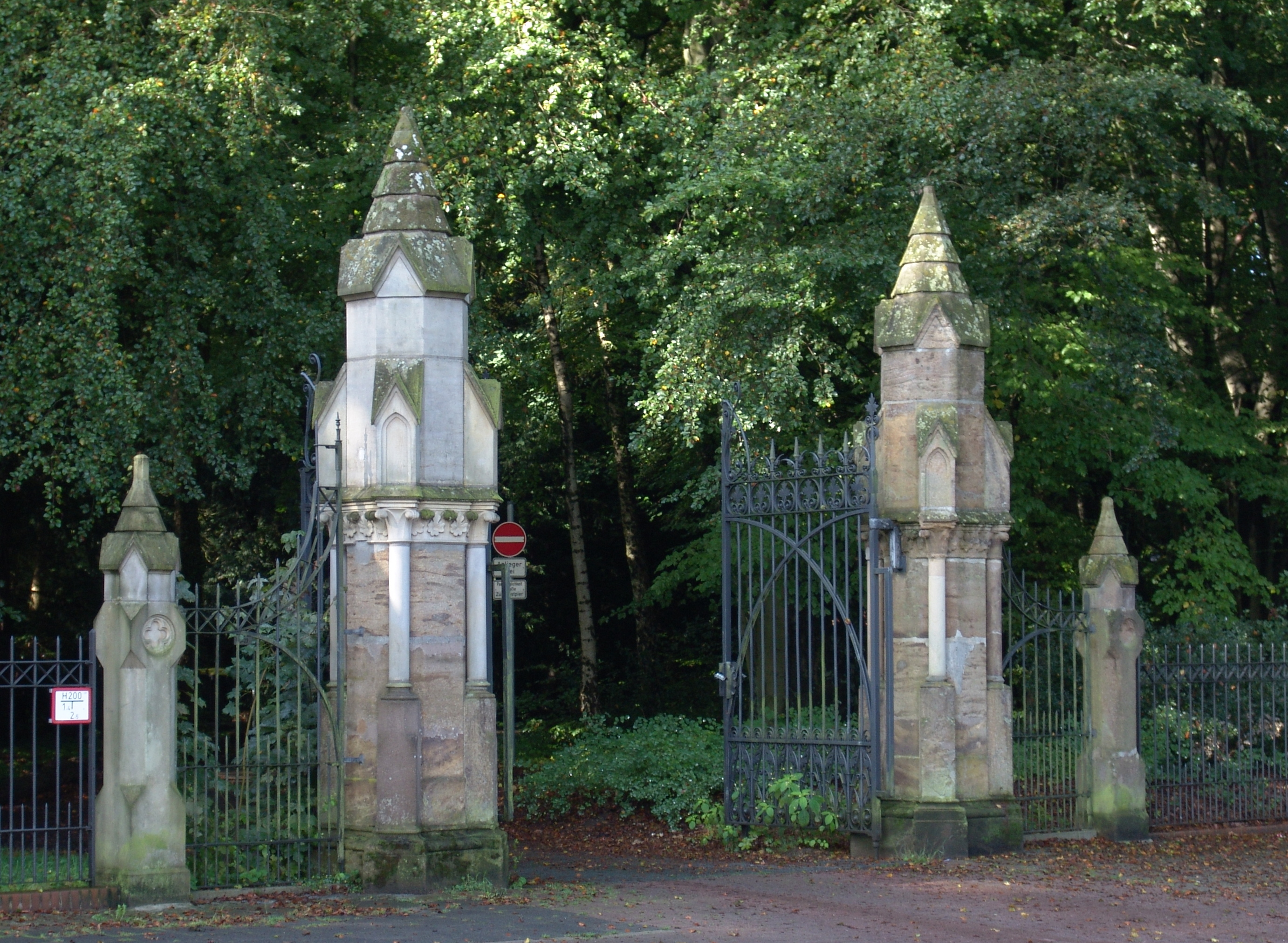
Haupttor

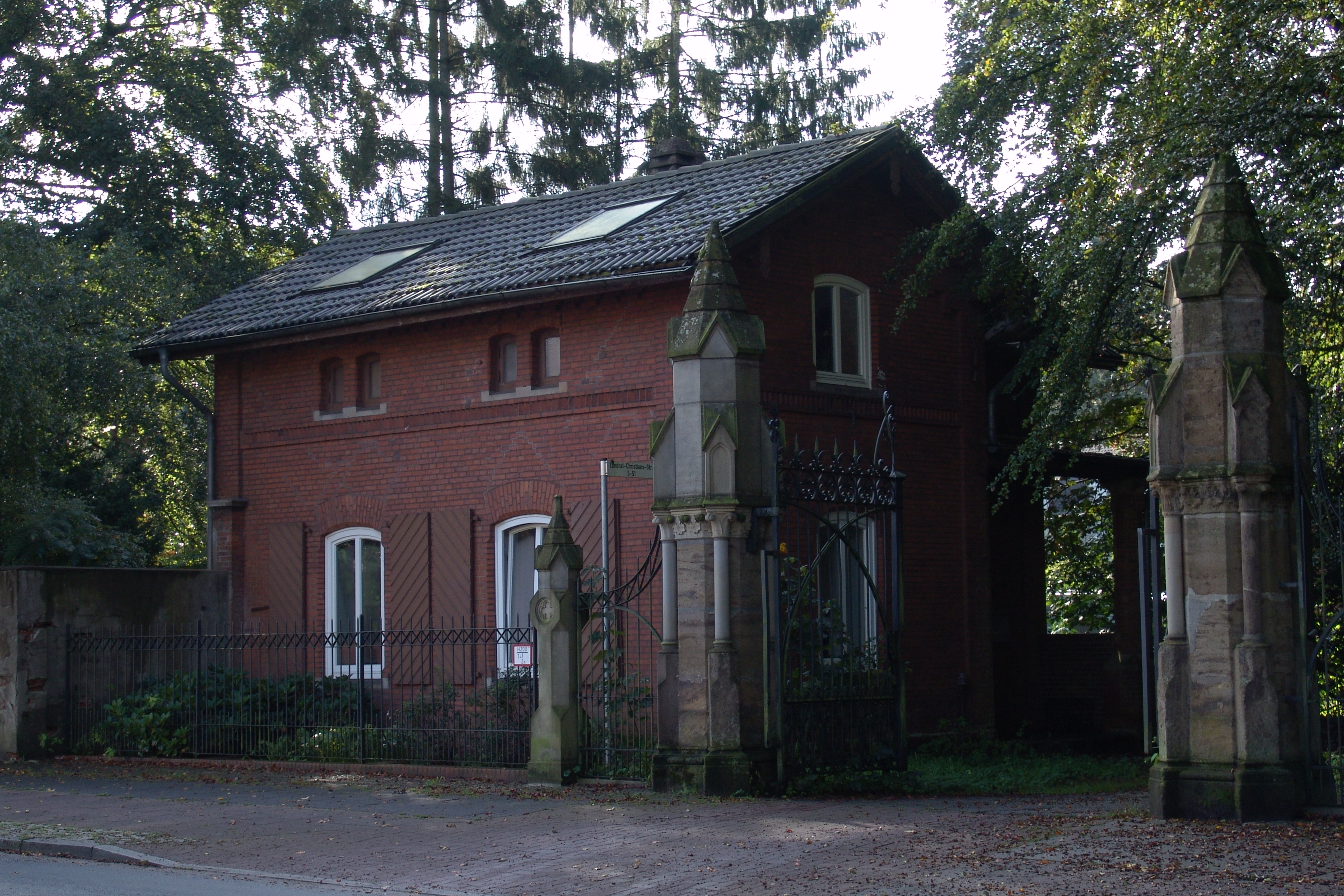
Pförtnerhaus am Haupttor

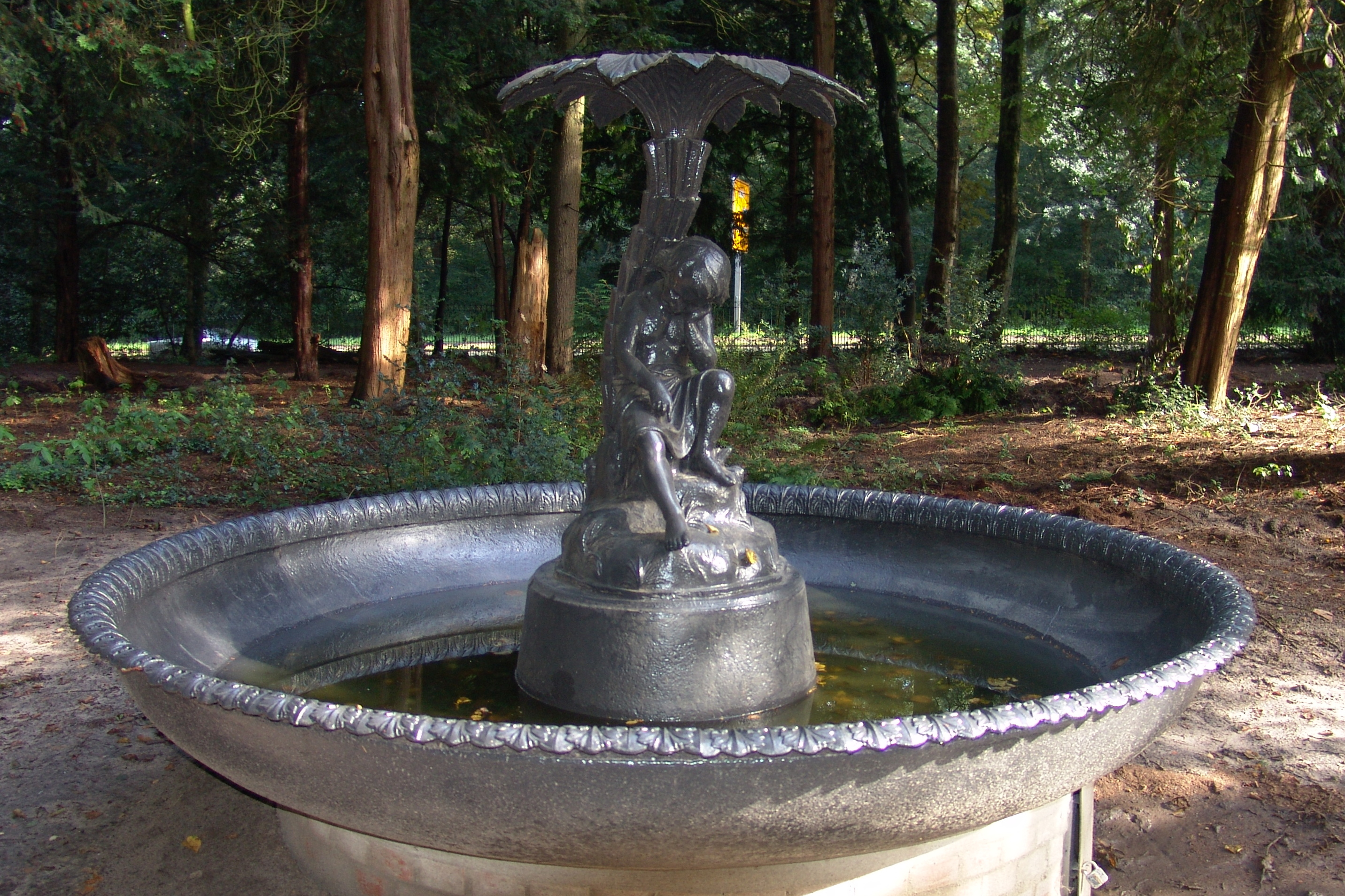
Wätjens Brunnen

Wätjens Park, auch Wätjens Landgut oder Wätjens Garten genannt, ist ein Landschaftspark um Wätjens Schloss mit ehemaligen Wirtschaftsgebäuden und weiteren Bauwerken in den Bremer Stadtteilen Blumenthal und Vegesack.
Park und Landgut stehen seit 2007 unter Bremer Denkmalschutz.

## Örtliche Lage
Die Parkanlage befindet sich am Südwestrand der Osterholzer Geest beiderseits der Grenze zwischen den Stadtteilen Blumenthal und Vegesack südlich der Landrat-Christians-Straße. Nach Süden schließen sich etwa 10 Meter niedriger liegend Marschland, das jetzt großenteils aufgefüllt und gewerblich genutzt ist, und die Weser an.

## Geschichte

### Aufbau und Entwicklung
Der Bremer Kaufmann und Reeder Diedrich Heinrich Wätjen erwarb 1830 vier landwirtschaftliche Grundstücke auf dem Geestrücken zwischen den damaligen Ortschaften Blumenthal und Lobbendorf, um sich einen ländlichen Sommersitz zu schaffen. Vom Vegesacker Bauunternehmer Kimm ließ er ein Landhaus in klassizistischem Stil errichten. Der umgebende Park wurde um 1830 nach Plänen von Isaak Altmann im Stil englischer Landschaftsgärten gestaltet.
Nach dem Tod Diedrich Heinrich Wätjens 1858 begann sein Sohn Christian Heinrich Wätjen das bislang vergleichsweise bescheidene Anwesen zu erweitern und weiterzuentwickeln. Bis 1864 wurde eine schlossartige Villa erbaut – Wätjens Schloss. Der Bremer Architekt Heinrich Müller gestaltete sie im englischen Tudorstil. Wätjen erwarb weitere Grundstücke, so dass der Park auf ca. 50 Hektar anwuchs. Er gestaltete den Park ohne professionellen Planer. Dabei führte er den von Altmann gewählten Stil fort. Die dafür erforderlichen Kenntnisse und Anregungen erwarb er durch Reisen in England. Der Park wurde reichlich mit Staffage, wie einer künstlichen Ruine, Sitzgrotten, zwei Borkenhütten, sowie einem Teich und zwei Springbrunnen versehen.
Für seine Tochter Magdalene (1843–1912) baute Wätjen die Villa Magdalena, für seinen Sohn Diedrich Heinrich jun. (1840–1893) das Schweizerhaus.
Das Landgut Wätjen war nicht nur ein repräsentativer Wohnsitz, sondern auch ein Landwirtschaftsbetrieb mit Ackerbau, Forstwirtschaft und Gärten für Obst, Gemüse und Blumen. Auch wurden Kühe, Pferde und Hühner gehalten. Dementsprechend wurden Wirtschaftsgebäude mit Wohnungen für Verwalter und Gärtner sowie Arbeiterwohnhäuser errichtet. Es gab eine eigene Wasserversorgung mit dampfbetriebenen Pumpen und zwei Wassertürmen. Der zur Villa Magdalena gehörende Turm in der Südostecke des Parks war zugleich Aussichtsturm. Ein schmiedeeiserner Stabgitterzaun mit Toren an den Einfahrten zu den drei Landhäusern umgab das Anwesen.
1888 ließ Diedrich Heinrich Wätjen jun. einen neoklassizistischen Gedächtnistempel für seinen Vater und Großvater errichten.
Um 1900 wurde der Park trotz der privaten Nutzung für die Bevölkerung unter Einschränkungen geöffnet.

### Teilung und Niedergang
Die Familie Wätjen musste aus wirtschaftlichen Gründen das Anwesen aufgeben. Die benachbarten Industriebetriebe Bremer Vulkan und Bremer Wollkämmerei (BWK) interessierten sich für das Grundstück als potentielle Erweiterungsfläche. 1916 wurde der östliche Teil mit dem Schloss und den Wirtschaftsgebäuden an den Vulkan verkauft, die westliche Erweiterung mit dem Schweizerhaus an die BWK. Nach der Teilung war das Gelände nicht mehr öffentlich zugänglich.
Der Vulkan gliederte einen Teil der Flächen schrittweise in den Industriebetrieb ein. Erdboden aus dem Geestbereich wurde abgegraben und im Marschland aufgeschüttet, um an der Weser Erweiterungsflächen für die Werft zu schaffen. Nahe dem Schloss entstand eine LKW-Zufahrt zur Werft, die den Park in Nord-Süd-Richtung querte. Schloss und Wirtschaftsgebäude wurden für Werkswohnungen genutzt. Die Villa Magdalena und weitere Bauten wurden abgerissen, um Platz für das neue Verwaltungsgebäude zu schaffen. Das Haupttor wurde zur Einfahrt der Verwaltung versetzt. Der Park verwilderte.
Die BWK nutzte das Schweizerhaus als repräsentativen Direktoren-Wohnsitz. Dazu wurde das Teil-Grundstück 1917 nach Plänen des Bremer Gartenarchitekten Christian Roselius neu gestaltet. Nachdem die BWK das Interesse an der Nutzung des Schweizerhauses verloren hatte, wurde es trotz seines guten Erhaltungszustandes 1987 abgerissen. Der 1865 aufgestellte gusseiserne Springbrunnen von Diedrich Samuel Kropp (1824–1913) wurde abgebaut und auf einer Grünfläche am Haupteingang der BWK aufgestellt. Der Garten verwilderte.

## Heutige Situation
Nach dem Konkurs der Vulkan-Werft 1997 wurde der östliche Park von privat ersteigert. Das eigentliche Werftgelände sollte in ein Gewerbegebiet umgewandelt und dazu mit einer neuen Straße und Bahnstrecke erschlossen werden. Die Trasse nutzt Randbereiche des Parks und stellt einen Eingriff in Natur und Landschaft dar. Für die vorgeschriebenen Ausgleichs- und Ersatzmaßnahmen wurden Flächen benötigt. Daher erwarb die Stadt Bremen den Vulkan-Teil des Parks. Jedoch blieben die Grundstücke für das Schloss und die anderen Wohnanlagen in privater Hand. Aufgrund wirtschaftlicher Schwierigkeiten war auch die BWK bereit, ihren Parkteil an die Stadt zu verkaufen. Der Park wurde an der Ostseite für Ersatzmaßnahmen erweitert. Nun beträgt die Fläche ca. 35 Hektar. Die Ausgleichsmaßnahmen kamen auch der Wiederherstellung des Parks zugute.
Parkfremde Bauten, eine das Werftgelände vom Park trennende Betonmauer und Flächenversiegelungen wurden entfernt, störender Spontanaufwuchs gerodet. Ziel ist, die ursprünglichen Freiflächen, Sichtachsen und Baumkulissen wieder erlebbar zu machen.
Viele der verschlungenen Wege waren nicht mehr erkennbar. Sie wurden teilweise anhand eines Bestandsplans von 1890 und weiteren Unterlagen gesucht, freigelegt und rekonstruiert. Diese Arbeiten sind noch nicht abgeschlossen. Teilweise konnten die aus Kieselsteinen gefertigten Abflussrinnen an den Wegrändern wiederhergestellt werden. Auch die Strukturen des Roselius-Gartens mussten nach alten Zeichnungen und Fotografien rekonstruiert werden. Wätjens Brunnen wurde restauriert und wieder an seinem ursprünglichen Platz im Park aufgestellt.

### Verlorenes Kulturgut
Zu Beginn des Zweiten Weltkrieges entsprach der Zustand des Parks noch dem Bestandsplan von 1890. Das Schloss verlor im Krieg das inzwischen ersetzte Spitzdach auf dem höheren Turm. Nach dem Krieg verlor es durch einen Brand das Dach, das nur notdürftig und wesentlich flacher wiederhergestellt wurde, und die zwei südlichen Sandsteingiebel. Weitere Verluste an Bauwerken und Parkflächen entstanden erst nach 1950. Durch industrielle Flächennutzung und die neue Erschließungsstraße sind Teile der wertvollen Parklandschaft untergegangen. Fehlende Erhaltungspflege führte dazu, dass Strukturen im Park wiederhergestellt werden müssen. Staffage und größere Bauwerke wurden abgerissen und teilweise überbaut, unter anderem
- das Schweizerhaus im Nordwesten,
- die Villa Magdalena im Osten,
  - der zugehörige Wasser- und Aussichtsturm im Südosten,
- die künstliche Ruine und
- die Sitzgrotte am Teich im Südosten sowie
- zwei als Pavillon genutzte Borkenhütten.

### Denkmalschutz
2007 wurde Wätjens Park vom Landesamt für Denkmalpflege Bremen (LfD) als Gesamtanlage unter Denkmalschutz gestellt: Bereits seit 1973 steht Wätjens Schloss unter Denkmalschutz. Als Bestandteil der Gesamtanlage sind aufgeführt:
- Altes Wirtschaftsgebäude[4]
- Neues Wirtschaftsgebäude und Wasserturm[5]
- Arbeiterwohnhaus[6]
- Pförtnerhaus[7]
- Gedächtnistempel[8]
- Einfriedung[9]

Der Förderverein Wätjens Park e. V. erhielt den Bremer Denkmalpflegepreis 2013 mit einem Preisgeld von 3000 Euro für sein „überaus großes Engagement“.